# Rue de l'Ambroisie
La rue de l'Ambroisie est une voie située dans le quartier de Bercy du 12e arrondissement de Paris, en France.

## Situation et accès
La rue est accessible par la ligne de métro 14 à la station Cour Saint-Émilion. Elle longe l'un des jardins du parc de Bercy et permet de rejoindre le centre commercial Bercy Village.

## Origine du nom

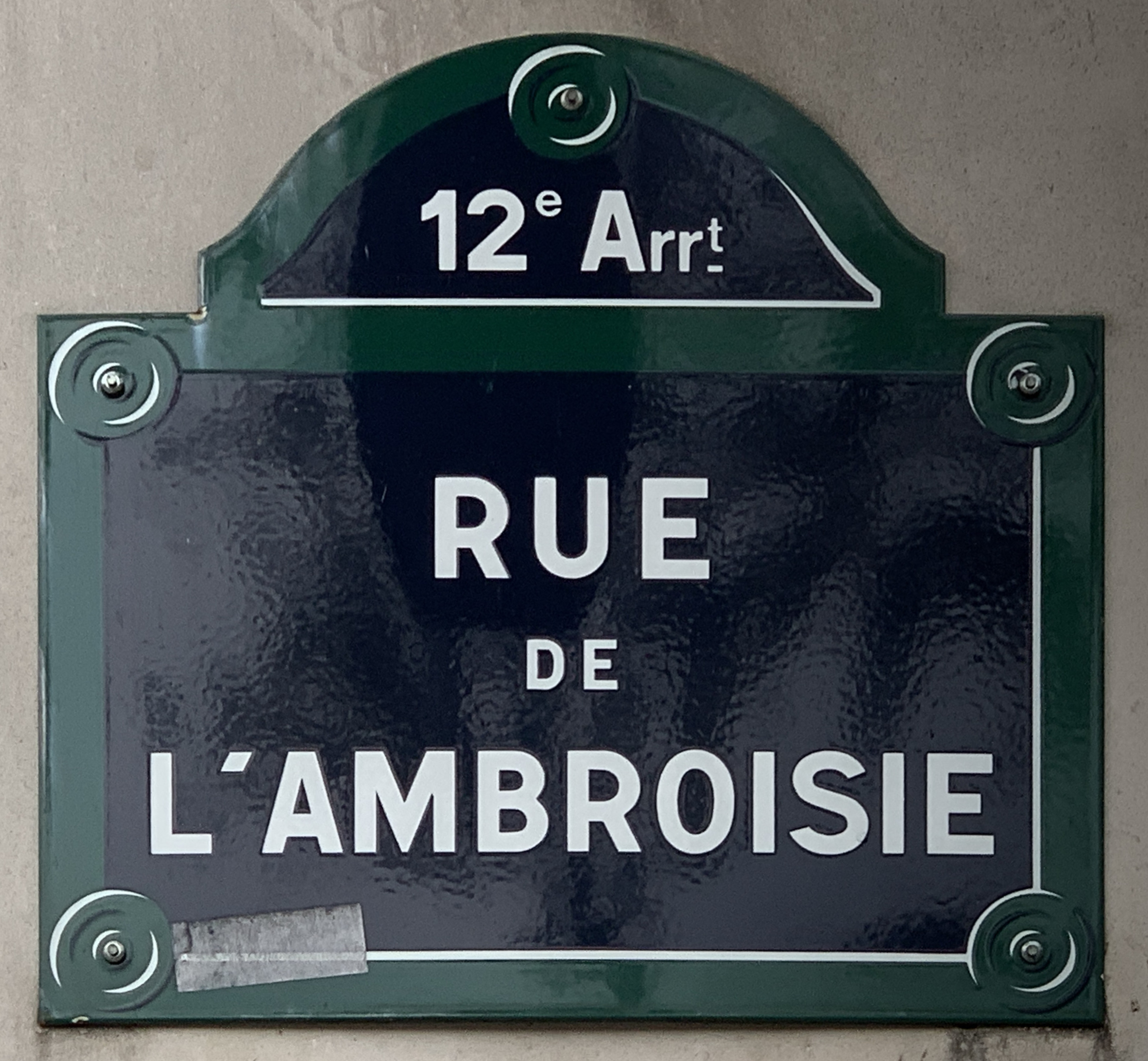
Plaque de la rue.

Elle porte le nom de la nourriture procurant l'immortalité, selon les anciens Grecs, l'ambroisie.

## Historique
La voie est créée dans le cadre de l'aménagement de la ZAC de Bercy sous le nom provisoire de « voie BQ/12 » et prend sa dénomination actuelle par arrêté municipal du 11 février 1993. 